# Chloeia conspicua
Chloeia conspicua är en ringmaskart som beskrevs av Horst 1910. Chloeia conspicua ingår i släktet Chloeia och familjen Amphinomidae. Inga underarter finns listade i Catalogue of Life.